# 粘粘世界
《粘粘世界》是一款由独立游戏开发者2D Boy制作并发行，涵盖WiiWare、Mac OS X、Windows、Linux多个平台的物理学题材益智游戏。在2008年的独立游戏节中，《粘粘世界》荣获创新设计奖和优秀技术奖，并得到了塞尤玛斯·麦克纳利奖的提名。2008年10月13日游戏PC、Wii版在北美发布。随后其他平台、其他地区的游戏陆续上市。

## 游戏内容
《粘粘世界》以凯勒·加布勒的概念游戏《Tower of Goo》为原型，主要玩法是利用粘性小球Goo来构建建筑框架。游戏被分为五个章节，并细分为多个关卡。游戏吸取了蒂姆·伯顿电影作品的特点，让每个章节都有不同的主题画面和音乐风格，渲染出不一样的气氛，此外，游戏提供了联机竞技模式，玩家需要用有限的Goo建造尽可能高的结构。玩家的记录会被上传到2D Boys的服务器，让全球其它玩家来挑战记录。

### 游戏规则
每个关卡的基本目标是收集一定数量的Goo到引向关卡外的水管。玩家要想方设法运用Goo构造桥梁、高塔等结构，同时克服重力和裂口、山峰、峭壁、尖刺等不利地形，最终将建筑搭建到水管口，以让没有用于搭建结构的Goo进入。如果玩家成功地搜集到了足够多的Goo就过关了。如果收集的Goo多于标准数额，多出部分可以在联机模式使用。
根据各关卡的设定，当玩家使用较少的步骤、收集一定量Goo、或在一定时间内完成关卡时，即可获得OCD奖。在关卡地图中，已通过OCD挑战的关卡会用写有“OCD”字样的旗帜标记。
Wii版的游戏支持四名玩家同机对战，Linux版也可以通过适当修改达到类似的效果。

### 关卡
游戏被分为五个章节，每章包括数个关卡，总共47个。章节按照时间的顺序排序，初始章节设定为夏天，而最终章则设定在来年春天。
联机模式（World Of Goo Corporation）则脱离于五个章节之外。玩家在单机关卡中多收集的Goo会在这里出现，而玩家要用拥有的Goo从一个三角形开始建造尽可能高的结构。联机模式使用的是黑色的Goo，它们和绿色Goo一样可被拆除，但是每次只能像普通Goo一样连接周围的两个Goo。联机模式中，各玩家的记录会以一定高度的云朵标记，云朵上面写有玩家游戏名、国籍、记录高度、收集的Goo、使用Goo的数量等细节。排行榜上会给出联机模式前50名的记录，以及每个单机关卡前10名记录。
开发者曾一度宣布欧洲版游戏将附加第六个章节，设定在月球，支持沙盒模式。然而当官方宣布游戏将登陆WiiWare商店时，同时表示附加内容被删除。

## 游戏开发
《粘粘世界》的灵感来自《Tower of Goo》，一款在实验性游戏计划网（Experimental Gameplay Project）中非常有名的免费概念小游戏。
作为一款“独立游戏”（Independent Game），《粘粘世界》的主要开发者只有凯勒·加布勒（Kyle Gabler）和罗恩·迦密（Ron Carmel）两人，都是美国艺电的前雇员。两人只用了个人积蓄的10000美元就完成了《粘粘世界》的开发工作。尽管起初游戏项目无人问津，但两人努力通过博客、网页宣传游戏，并在独立游戏界中获奖，引发了游戏界的关注。
《粘粘世界》中使用了大量的开放源代码组件，包括Simple DirectMedia Layer、Open Dynamics Engine物理效果模拟系统，irrKlang声音效果系统，TinyXML动画效果系统等。
开发者将游戏的翻译权交给了游戏玩家群体，在后者的努力下，游戏在欧洲上市时集成了荷兰语、法语、德语、意大利语、西班牙语补丁。此后，游戏在波兰又推出波兰语版。
2D Boy表示《粘粘世界》将不会推出续作。而玩家群则运用编辑器制造出一些第三方关卡和模组。
然而，在TGA2023上，粘粘世界2的预告突然出现，IGN等多家自媒体也在各自账号上同步了预告，游戏定档2024年8月2号在Epic，官网，任天堂Switch平台发售。

## 外界评价
据Metacritic统计，《粘粘世界》Wii版共获得了来自24家媒体，平均94%分的高评分，而PC版则获得90%的成绩。打9/10分的 Eurogamer称《粘粘世界》是“物理题材游戏最新、最纯正、最优秀的作品”。IGN在Wii版游戏的评论中表示“《粘粘世界》是玩家一定要接触、支持的作品”，评论员对游戏给予9.5/10分的评价，只是对视角控制系统的小问题和缺少地图编辑器感到失望。WiiWare World给了游戏满分，并表示“《粘粘世界》是WiiWare目前为止最好的游戏，它更证明了好游戏并不需要高开发成本为代价，独立游戏开发商一样可以做出精彩的游戏。”
在 2008年的美国独立游戏节（Independent Games Festival）中，《粘粘世界》荣获创新设计奖（Design Innovation Award）和优秀技术奖（Technical Excellence）两个奖项，并得到了塞尤玛斯·麦克纳利奖的提名（Seumas McNally Grand Prize，全场最佳奖）。《粘粘世界》包揽了IGN评选2008年Wii平台“最佳WiiWare游戏”、“最佳益智游戏”、“最佳创新设计”、“最佳新作”、“最佳美工设计”、“年度Wii游戏”六项奖项，并获得了GameSpot评选的年度“最优秀却没人玩的游戏”。

## 后续
2023年12月，在游戏大奖2023上，2DBOY公布了《粘粘世界2》的首个预告片，并宣布将于2024年发售。